# أستا
أستا (بالإنجليزية: Asta)‏ هي موسيقية أسترالية، ولدت في 13 يناير 1994.